# Complexe de Céphée
Le complexe de Céphée est une vaste région du bras d'Orion riche en nuages moléculaires géants et en associations d'étoiles bleues très jeunes et brillantes. Il tire son nom de la constellation boréale de Céphée, dans la direction de laquelle il se trouve lorsqu'il est vu de la Terre. Avec le nuage d’Orion, c’est l’une des régions de formation d’étoiles les plus proches de nous, bien que cette dernière soit de taille beaucoup plus petite. De plus, contrairement au nuage d'Orion, la région de Céphée nous apparaît considérablement obscurcie, notamment en ce qui concerne les associations OB, par de vastes nébuleuses obscures plus proches de notre ligne de vue,.
La majeure partie du complexe est située assez décentrée par rapport au plan galactique, dans une bande entre les latitudes galactiques 0° et +30°. Le premier à remarquer que cette zone du ciel juste au nord de la traînée de la Voie lactée présentait des caractéristiques étranges fut l'astronome Edwin Hubble, qui trouva une absence totale de galaxies dans cette direction, symptôme d'une forte obscurcissement par la poussière galactique. Malgré cela, ce n’est que dans les années 1960 que la région a commencé à être étudiée systématiquement, et elle s’est avérée être l’un des complexes de nébuleuses et d’étoiles les plus brillants de notre bras spiral.
Le complexe est formé de 8 structures différentes en caractéristiques et en position, qui contiennent à leur tour un total de plus de 200 nébuleuses individuelles plus ou moins brillantes, identifiables en lumière visible et surtout dans l'infrarouge. Beaucoup de ces nébuleuses sont associées à des amas ouverts, comme dans le cas de NGC 7129, ou à des associations OB grandes et brillantes, comme dans le cas d'IC 1396. Il existe quatre associations OB présentes dans cette région, dont certaines sont composées d'étoiles formées dans différentes phases de l'évolution du complexe.

## Observation
Le complexe de Céphée est situé en direction de l'une des parties les plus septentrionales de la Voie lactée. Malgré sa relative proximité avec nous, ses structures les plus brillantes ne sont pas visibles à l'œil nu ou à l'aide de petits instruments : en effet, dans cette zone, les étoiles brillantes sont rares et les champs d'étoiles de fond sont moins riches que dans d'autres zones du plan galactique. Même la traînée lumineuse de la Voie lactée apparaît très fragmentée, en raison de la présence de larges bancs de poussière sombre qui masquent la lumière derrière elle.

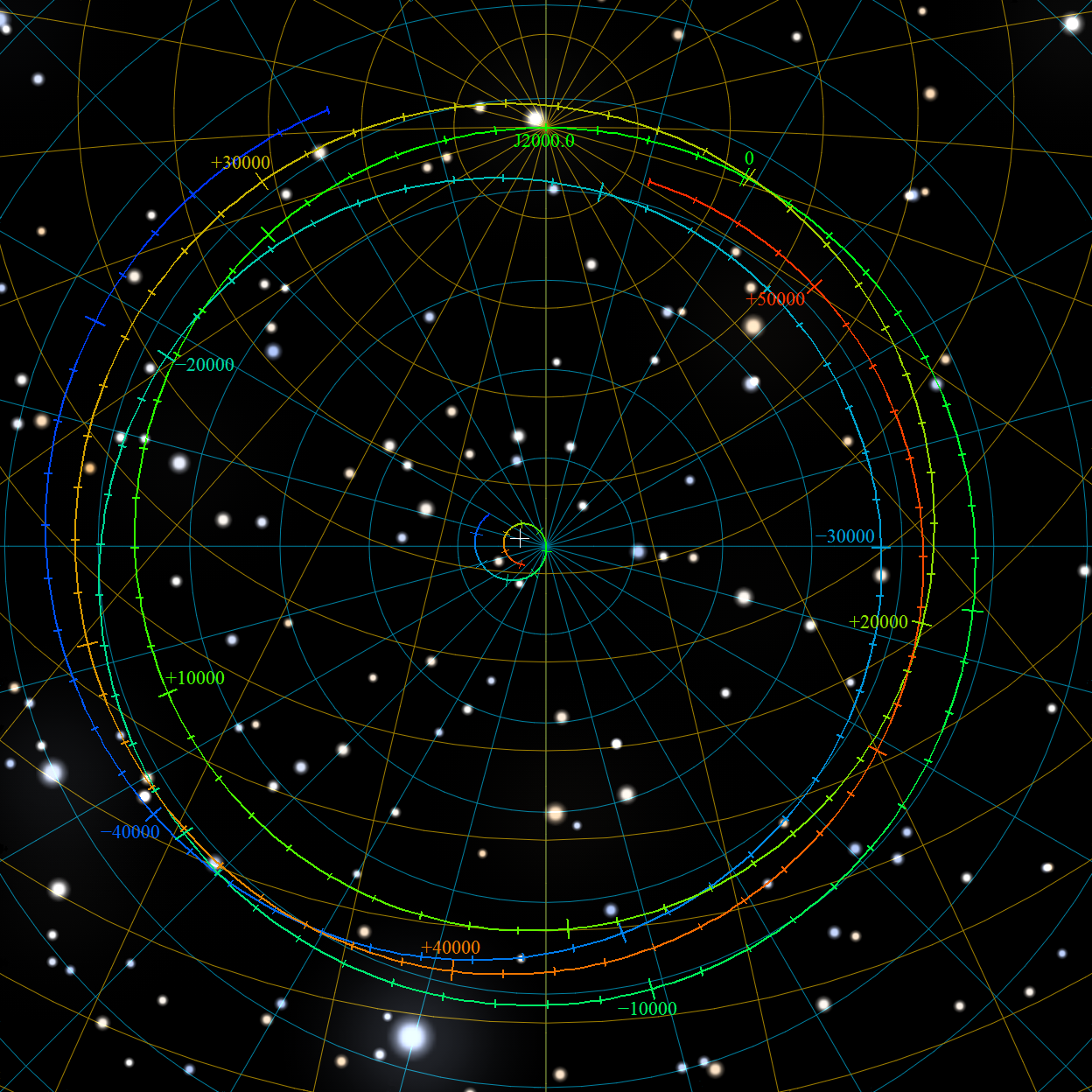
Projection du chemin de précession du pôle Nord sur le ciel fixe de l'époque J2000.0 pour l'intervalle de temps à partir de 48 000 av. J.-C. jusqu'à 52 000 ap. J.-C.. L'étoile brillante en bas est Véga.

Étant à une déclinaison très septentrionale, autour de 55-60 °N, la constellation de Céphée et le nuage apparaissent circumpolaires depuis une grande partie de l'hémisphère nord. À la fin de l'été et au début de l'automne, dans l'hémisphère nord, cette branche de la Voie lactée atteint son point culminant au-dessus de l'horizon, apparaissant à son zénith au Canada, dans le nord de l'Europe et en Russie. Depuis l'hémisphère sud, en revanche, la vision est altérée et, dans une partie de l'hémisphère, elle reste toujours en dessous de l'horizon, ne se montrant jamais,.
La structure la plus facilement identifiable du nuage est la célèbre nébuleuse IC 1396, qui semble chevaucher μ Cephei, une étoile de magnitude 4 avec une couleur rouge rubis marquée. Dans les photographies à longue exposition ou numériques, les nébuleuses obscures qui masquent la lumière du complexe et même les objets situés en dehors du plan galactique sont facilement identifiés. Edwin Hubble fut en effet le premier à remarquer qu'une grande partie de la zone du ciel en direction de Céphée ne présentait pas de galaxies.

### Précession des équinoxes
En raison de la précession des équinoxes, les coordonnées célestes des étoiles et des constellations peuvent varier considérablement, en fonction de leur distance par rapport aux pôles nord et sud de l'écliptique,.
Dans cette phase précessionnelle, le complexe de Céphée tend à prendre des déclinaisons de plus en plus septentrionales. Lorsque, dans environ 7 000 ans, le complexe sera à 6 heures d'ascension droite, il atteindra son point le plus septentrional : à cette occasion, il sera, comme on peut le voir sur l'image ci-contre, à quelques degrés du pôle céleste nord, puisque ce dernier sera en direction de Céphée.

## Environnement galactique
La partie de la Voie lactée en direction de Céphée montre des signes évidents d'obscurcissement par de gros nuages de poussière, en particulier sur le côté le plus au nord. Le système nébuleux le plus proche de nous dans cette direction, et celui principalement responsable de l'obscurcissement, est situé à un peu plus de 900 années-lumière, et son extension réelle est d'environ 260 années-lumière. La structure semble être connectée à un autre complexe, légèrement plus éloigné et plus grand, connu sous le nom de nuage de Céphée. À l'intérieur se trouvent quelques sous-structures, parmi lesquelles se distingue un globule de Bok bien connu qui porte le code de catalogue Sh2-136 : c'est un cocon sombre évident sur un fond faiblement nébuleux, avec des dimensions d'environ 2 années-lumière et à l'intérieur duquel se trouvent de jeunes objets stellaires en formation.
La relation de ces deux objets avec la ceinture de Gould n'a pas encore été établie : bien que la vitesse radiale indique une relation avec une superbulle en expansion connectée à la ceinture, sa position, plutôt détachée du plan dans lequel se trouve la ceinture, suggérerait une structure séparée et indépendante de celle-ci.
Au-delà de ce système de nuages obscurcissants, il existe une région moins riche en complexes nébuleux, mais dans laquelle se trouve une association OB assez clairsemée, connue sous le nom de Lacerta OB1. À une distance de 2 600 années-lumière (800 parsecs) se trouve l'un des nuages moléculaires géants les plus étendus de notre bras spiral : il s'agit d'une longue ceinture de poussière s'étendant sur des milliers d'années-lumière dans une direction transversale au bras, formée par les Rifts du Cygne et de l'Aigle, qui se connecte à une autre bande sombre, visible en direction de Céphée, dont les parties éclairées sont IC 1396 et plusieurs autres nébuleuses mineures, qui en certains points circonscrits sont éclairées par des étoiles proches et brillent donc par réflexion.

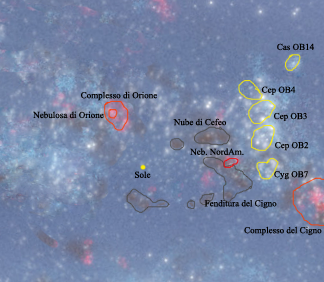
Carte schématique de la région galactique entre le Soleil et le complexe de Céphée.

Immergés dans les régions arrière du système nébuleux, se trouvent quelques grands groupes de jeunes géantes bleues très chaudes, regroupées dans les associations Cépheus OB2, Cépheus OB3 et Cépheus OB4, auxquelles s'ajoute, à l'ouest, Cygnus OB7 et, dans les secteurs les plus éloignés et orientaux, Cassiopeiae OB14. Les amas ouverts les plus remarquables immergés dans la zone sont Tr 37 et NGC 7243, bien que ce dernier se trouve dans un plan différent de celui des associations OB.
En continuant plus loin, dépassant ainsi le complexe moléculaire et les associations OB, nous atteignons le bras de Persée, l'un des plus grands bras de notre galaxie, dans lequel, en particulier en direction de Cassiopée, se trouvent de vastes et brillants groupements d'étoiles bleues. Dans le même bras, nous trouvons également le complexe nébuleux géant de NGC 7538, à une distance de plus de 6 000 années-lumière.

## Structure
Dans le complexe de Céphée, il est possible de distinguer un grand nombre de structures, de taille variable, qui comprennent à leur tour des formations plus petites et des concentrations nébuleuses et stellaires.
Le terme Cepheus Flare (littéralement « le souffle de Céphée ») a été inventé par Edwin Hubble pour désigner la zone du ciel dans la partie centrale de Céphée dépourvue d'objets extragalactiques, s'étendant du plan galactique jusqu'aux régions aux hautes latitudes galactiques où la luminosité de la Voie lactée redevient visible, indiquant ainsi la présence d'une grande masse de poussière qui obscurcit notre Galaxie. Son extension est comprise entre 100° et 120° de longitude galactique,.
Une étude de la distribution de l'hydrogène neutre dans la région a révélé la présence, à 300+200 pc (∼978 al) de deux structures dynamiquement différentes de gaz interstellaire situées à des latitudes galactiques comprises entre +13° et +17°, qui se déplacent à une vitesse d'environ 1,5 km/s l'une par rapport à l'autre. Il s’agit probablement de régions en expansion ou en collision. Une grande zone de continuum radio, appelée plus tard Boucle III (Loop III), a également été découverte dans la région, centrée aux coordonnées galactiques l = 124 ± 2°; b = +15 ± 3° et s'étend sur 65°, ce qui pourrait avoir été créé par une série d'explosions de supernova. Cette structure de bulle en mouvement indique également que le milieu interstellaire est affecté par une dynamique énergétique vigoureuse : la large gamme de mouvements différents observés pourrait être le reflet de l'action de différentes ondes de choc.
Dans l'infrarouge et en se basant sur la distribution de l'extinction visuelle, il a été possible d'identifier jusqu'à 208 nuages, divisés en 8 complexes majeurs,. En étudiant la distribution spatiale et la dynamique de la matière interstellaire dans Céphée et Cassiopée, ainsi qu'en analysant son spectre, dont les lignes spectrales sont larges et souvent à double pic, il a été émis l'hypothèse que l'éruption de Céphée fait partie d'une vaste superbulle qui renferme un ancien vestige de supernova. En supposant une distance de 300 parsecs (presque 1 000 années-lumière) pour le centre géométrique de la superbulle, un rayon d'environ 50 pc (∼163 al), une vitesse d'expansion de 0,4 km/s et une masse d'hydrogène neutre égale à 13000 M☉ ont été obtenus.
Des études à basse résolution dans la bande CO ont révélé que les nuages de cette région forment un complexe uniforme de nébuleuses moléculaires géantes. Sur la base d'observations de nébuleuses par réflexion, une estimation de la distance du complexe a été donnée entre 300 et 500 parsecs. Par la suite, l'étude de cette bande d'émission a été étendue à une région de 490 degrés carrés située entre les constellations de Céphée et de Cassiopée à une latitude galactique b=+10°, découvrant ainsi que les nuages peuvent être divisés en deux sous-systèmes bien distincts pour leurs propriétés dynamiques, et séparés par une région dans laquelle le gaz est très raréfié entre 118° et 124° de longitude galactique. On a émis l'hypothèse que cette région entre Céphée et Cassiopée a été créée par une supernova, dont l'onde de choc violente a créé la superbulle « vide ». L'âge de ce vestige de supernova a été estimé à environ 40 000 ans et aurait été causé par une supernova de type Ib et Ic. Une étude plus approfondie, menée à 13CO, a permis de déterminer que sur 188 nuages moléculaires observés entre Céphée et Cassiopée, 51 font partie du complexe de Céphée, tandis que les autres lui sont soit superposés, soit derrière lui.

## Mesures de distances

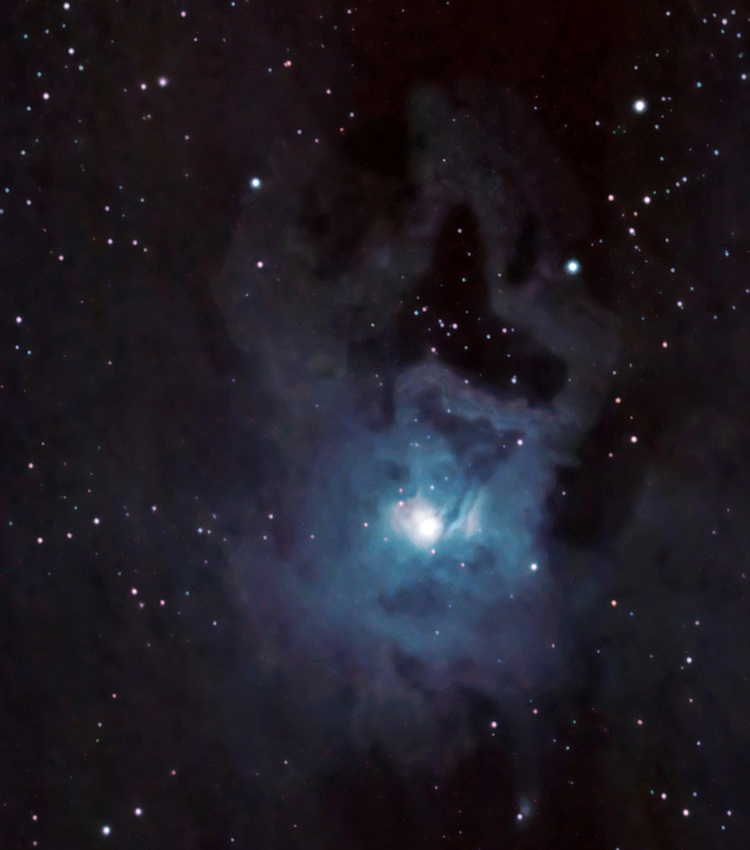
La nébuleuse NGC 7023, l'une des références utilisées pour tenter d'établir la distance au complexe de Céphée.

La distance jusqu'au complexe de Céphée a été calculée pour la première fois à la fin des années 1960, grâce à des études spectroscopiques et photométriques des étoiles illuminant les nébuleuses par réflexion situées dans l'éruption de Céphée. Avant qu'il ne soit réalisé que la région était en fait un complexe de nébuleuses moléculaires uniques, on a découvert que ces nébuleuses par réflexion étaient situées à des distances différentes,. Aux latitudes galactiques proches de l'équateur galactique, à une distance d'environ 800 pc (∼2 610 al), on trouve les associations Cepheus OB2 et Cepheus OB3, tandis que les nuages moléculaires semblent être à une distance moindre.
Le niveau des distances est probablement un peu plus complexe : les composants les plus éloignés et les plus proches sont en fait composés de multiples structures, peut-être placées dans différentes zones de l'espace et donc à des distances différentes. Les distances des nuages peuvent être dérivées en étudiant les effets des nuages sur la lumière des étoiles qui leur sont associées. En analysant toujours ces étoiles spectroscopiquement et photométriquement, il a été possible d'obtenir une valeur de distance égale à 400 ± 80 pc (∼1 300 al) pour l'association Cepheus R2, interne à la région, située à la latitude galactique +10°.
Dans les régions les plus éloignées du complexe, en plus des associations Cepheus OB2 et Cepheus OB3, se trouve le nuage NGC 7129. Il existe deux théories opposées à propos de cet objet : l'une affirme que cette nébuleuse fait partie du système Céphée et qu'elle se trouve donc à une distance, certes légèrement supérieure, mais néanmoins compatible avec celle du système lui-même. L'autre insiste sur le fait que NGC 7129 se situe au-delà, à 1 250 parsecs de nous. Cependant, en étudiant la vitesse radiale de ce nuage et d'autres nuages plus petits, on a émis l'hypothèse qu'une grande partie de la masse du complexe est située à une distance plus grande qu'on ne le croyait auparavant, environ 1 000 pc (∼3 260 al). Une autre détermination de la distance du complexe a été réalisée en étudiant la nébuleuse par réflexion NGC 7023, basée sur la spectroscopie haute résolution de l'étoile responsable de son illumination, HD 200775. La distance obtenue est de 440 ± 100 pc (∼1 440 al). En 2008, cependant, grâce aux données de la sonde Hipparcos, on a découvert que cette étoile est un système binaire situé à seulement 350 parsecs. Cependant, il subsiste un doute quant à la possibilité que ces données aient été déformées par le mouvement orbital des deux composants.
Bien que certaines structures du complexe aient une distance bien définie, des doutes subsistent sur d'autres structures, en particulier celles associées à une composante de vitesse négative aux longitudes galactiques 107° - 111° et latitude +13°.

## Régions HII et formations d'étoiles
La formation des étoiles a lieu dans les zones centrales et denses des nuages moléculaires. Les zones les plus sombres (et donc les plus denses) de ces nuages sont généralement indiquées par des lettres suivies du numéro de catalogue du nuage dont elles font partie.
Dans le complexe de Céphée, la formation d'étoiles aurait été déclenchée, au cours du dernier million d'années, par l'action de plusieurs forces agissantes : l'onde de choc du rémanent de supernova en expansion qui a provoqué la superbulle décrite ci-dessus, qui a comprimé le gaz du milieu environnant, serait la cause principale de la modélisation du nuage. De nombreuses preuves d'activité de formation ont été découvertes au sein du complexe : plusieurs jeunes objets stellaires et étoiles pré-séquence principale, plusieurs étoiles T Tauri, plus d'une centaine d'étoiles émettrices Hα et de sources de rayonnement infrarouge, et une cinquantaine d'objets Herbig-Haro sont connus,.
Il est intéressant de noter que la distribution spatiale des étoiles T Tauri diffère de celle d'autres jeunes objets stellaires : un groupe de ces étoiles a en effet été trouvé séparé du nuage d'origine par plus de 10 parsecs, une distance bien supérieure à celle observée dans d'autres régions riches en étoiles T Tauri. Il existe une théorie selon laquelle ces étoiles se sont formées à l’endroit où elles sont observées. Selon cette théorie, le nuage moléculaire original qui les a formés avait une masse de 800 M☉, alors qu'à la fin du processus de formation, le nuage aurait eu une masse de seulement 200 M☉. Par la suite, un événement extérieur, tel qu’une explosion de supernova, aurait contribué à anéantir ce nuage en quelques centaines de milliers d’années.

### IC 1396

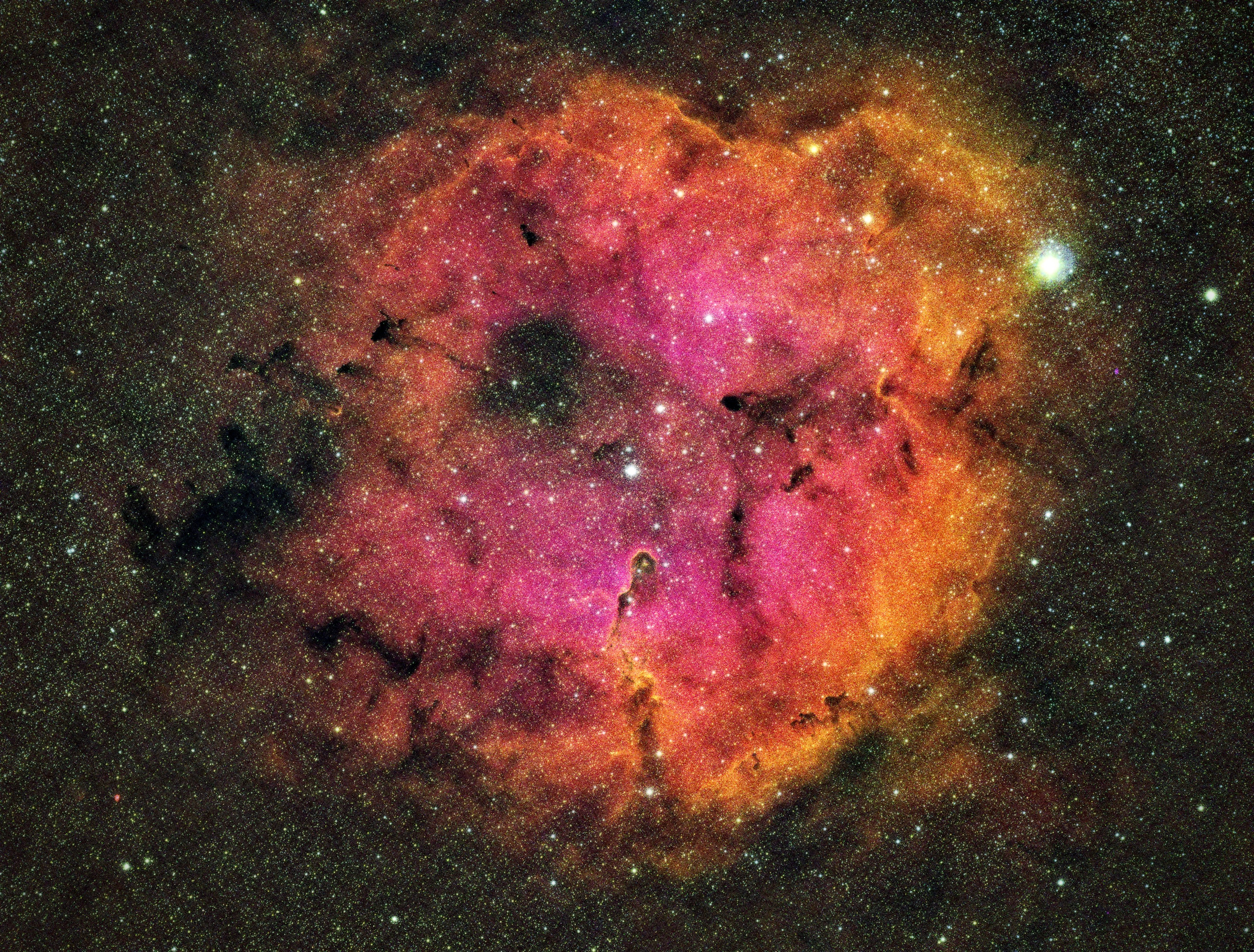
IC 1396, l'une des régions du complexe également observable dans la bande de lumière visible.

IC 1396 est une grande région HII qui est également partiellement visible en lumière visible. Sa luminosité est due à l'excitation de ses gaz par le vent stellaire de la géante bleue HD 206267, appartenant à l'association Cepheus OB2. L'expansion de cette région HII semble avoir créé un grand anneau de gaz moléculaire d'un rayon d'environ 12 parsecs, sur une période d'au moins 3 millions d'années. La structure annulaire s'étend sur environ 3° et est entourée d'un grand nombre de globules sombres, au sein desquels de nouvelles étoiles se forment probablement en raison de la compression par ionisation, du front de choc des vents stellaires et de la pression de rayonnement. Les plus gros globules sont situés sur le côté nord-ouest de la région nébuleuse.
Dans une étude menée dans les années 1980, 32 globules ont été identifiés, auxquels a été attribuée une désignation numérique de 1 à 32 avec le préfixe GRS (Globules of Radial Systems). Quatre systèmes radiaux de globules ont été identifiés à proximité d'IC 1396, tandis que l'un d'entre eux est centré exactement sur la nébuleuse. Parmi les globules se trouve également la célèbre structure connue sous le nom de « nébuleuse de la Trompe d'Éléphant » (vdB 142). Dans l'infrarouge, des recherches ont été menées pour localiser de jeunes objets stellaires associés aux globules. Il a ainsi été découvert que seulement six sources associées à des globules possèdent une structure et une luminosité telles qu'elles pourraient avoir été causées par un chauffage externe, tandis que la majorité d'entre elles ne seraient pas liées à des phénomènes de formation d'étoiles. En 2005, une étude menée dans le proche infrarouge a permis d'identifier 25 globules, dont quatre n'avaient pas été signalés dans le catalogue SIMBAD. Pour tous les globules sauf quatre, la masse a pu être déterminée, tandis que le diamètre n'a pas pu être mesuré pour sept d'entre eux. Cinq globules contiennent une riche population d’objets de lumière rougeâtre, formant probablement des étoiles. Ces cinq globules ont le taux d'extinction le plus élevé, ce qui suggérerait une relation entre l'intensité de l'activité de formation d'étoiles et la masse des globules eux-mêmes.
Dans les globules de plus petite masse, on pense souvent que la formation d’étoiles est influencée par la pression de rayonnement d’une étoile brillante proche. Dans une étude de l'une d'entre elles, illuminée par la géante bleue brillante HD 206267, un lien avec la distance de cette étoile a été mis en évidence, suggérant que l'évaporation due à la photoionisation influence la distribution de masse du globule autour de la géante bleue. L'influence de l'étoile est donnée par la compression des gaz par la pression de rayonnement.

### Sh2-140

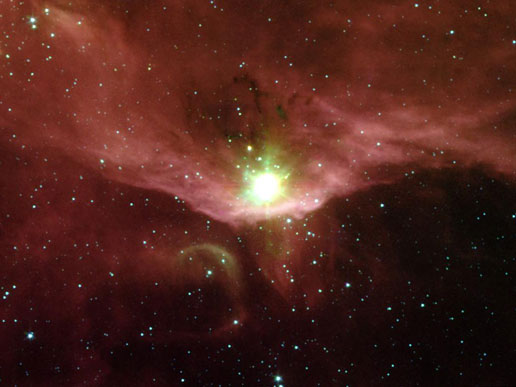
Sh2-140, au cœur du complexe de Céphée.

Sh2-140 est une région HII située sur le bord sud-ouest de la nébuleuse obscure LDN 1204, dans la bulle de Céphée, à une distance d'environ 900 pc (∼2 940 al) du Soleil. L'étoile responsable de l'ionisation de la nébuleuse est HD 211880, une étoile bleue de la séquence principale. La région centrale est complètement invisible sur les images optiques, tandis que les images proche infrarouge et radio révèlent la présence d'un amas d'étoiles très concentré. La température de la poussière serait de seulement 35 K, tandis que sa masse serait égale à 600 M☉.
Plusieurs observations multi-longueurs d'onde ont été menées sur cette nébuleuse, principalement centrées sur la région brillante au bord de LDN 1204 et sur les sources infrarouges situées derrière elle. Les observations dans la bande infrarouge ont été menées principalement dans le but d’identifier les jeunes étoiles présentes dans la région. À la suite de ces études, un premier catalogue complet de tous les jeunes objets stellaires de Sh2-140 a été établi, composé de trois sources infrarouges, IRS 1, IRS 2 et IRS 3, auxquelles ont été ajoutées deux autres sources découvertes ultérieurement. À partir des indices spectraux des trois premières sources, il a été déduit qu'elles proviennent d'une région HII faiblement ionisée par des photons provenant d'une seule étoile de la séquence principale de classe B.
À partir de l’observation des protoétoiles, un modèle simplifié de la région a été développé qui a été utilisé pour obtenir les conditions physiques de la poussière et du gaz présents ici. La source IRS 1 apparaît entourée d'un disque dense de poussière, en partie éclairé par des photons émergeant de ses régions polaires ainsi que par le bord intérieur d'une enveloppe de gaz moléculaire. Le modèle développé à partir de ces observations est capable d’expliquer la distribution diffuse de l’intensité lumineuse. La couleur bleue des régions environnantes implique alors l'existence d'un champ de rayonnement avec des températures relativement basses, de 800-900 K.
Grâce à une surveillance à champ large réalisée avec un CCD, certains objets Herbig-Haro associés à des arcs de choc, catalogués comme HH 616 et HH 617, ont été identifiés près de Sh2-140. La plus septentrionale des deux, HH 617, est probablement associée à de l'hydrogène moléculaire expulsé de la source IRS 3, tandis que la source de l'onde de choc observable au sud, HH 616, n'est pas bien comprise : il semble qu'elle pourrait provenir d'une source inconnue située dans la région la plus méridionale de la nébuleuse, qui montrerait des traces d'un jet.

### NGC 7129

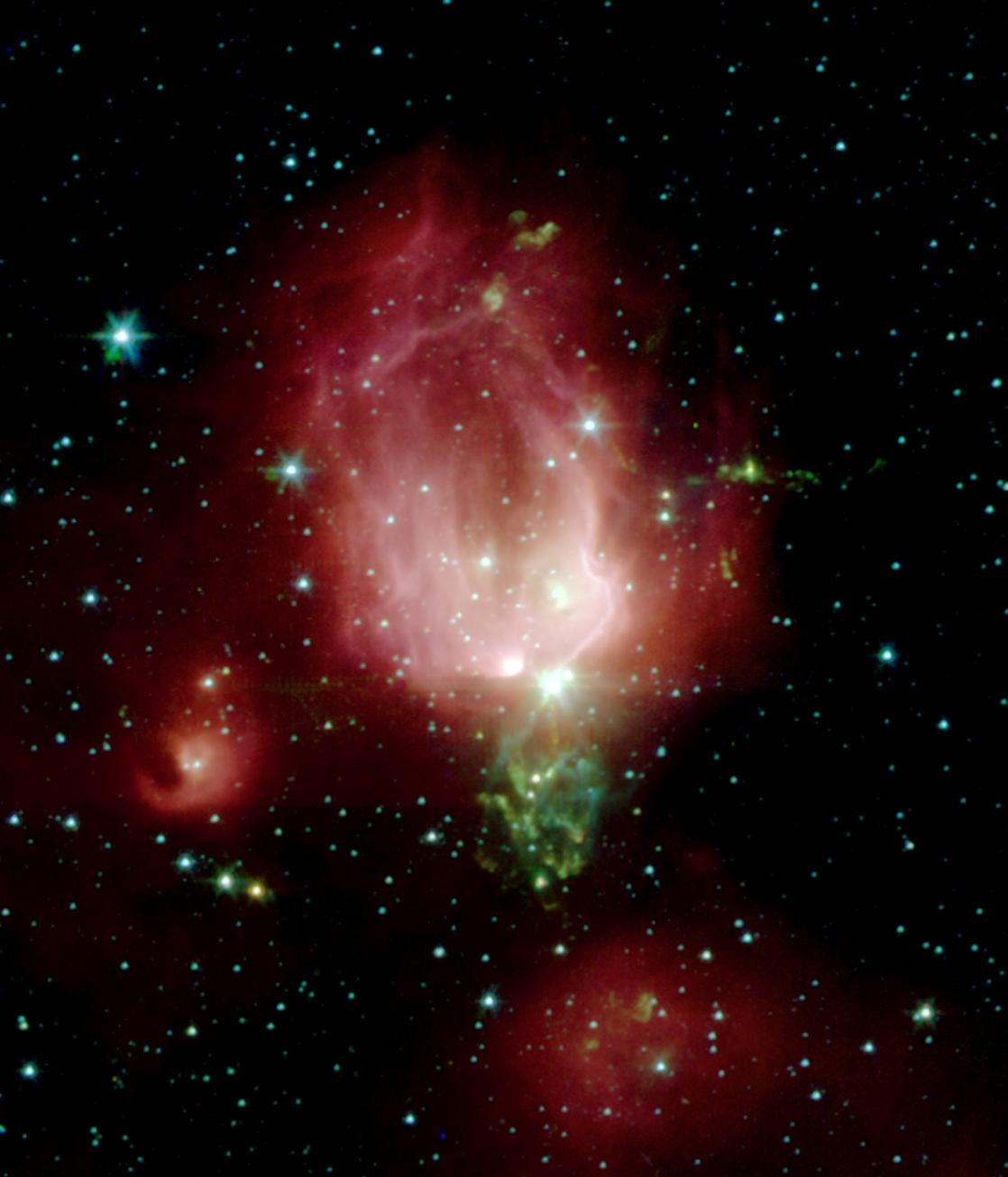
NGC 7129, une nébuleuse par réflexion faisant partie du complexe de Céphée.

La nébuleuse par réflexion NGC 7129, également connue sous le nom de Ced 196, est l'une des structures du complexe de Céphée les plus éloignées de nous : elle est en effet située dans une région riche en jeunes étoiles bleues situées au-delà des régions nébuleuses les plus denses. Au sud et à l'est s'étend un nuage en forme de rein d'environ 11 pc (∼35,9 al) de diamètre, dans une cavité duquel se trouvent de nombreux membres les plus faibles de l'amas ouvert associé, sur le bord est duquel se trouve une grande crête nébuleuse. NGC 7129 est entouré d'un anneau d'hydrogène neutre (HI) d'un demi-degré de large, qui fait partie d'un système plus vaste de nuages moléculaires, centré sur une étoile bleue cataloguée BD+65° 1638. En étudiant le spectre de cette étoile, on a découvert qu'il s'agit d'un type rare d'étoile dissociée émergeant tout juste du nuage de gaz qui l'a formée, avec un âge estimé à quelques milliers d'années et une masse égale à 6 M☉.
Grâce à l'étude des étoiles variables et des sources proches de l'infrarouge, une soixantaine d'étoiles pré-séquence principale de faible masse ont été identifiées, dont la plupart sont situées à l'extérieur de la région de photolyse centrale. Beaucoup d'entre elles sont associées aux parties les plus denses du nuage moléculaire, indiquant une formation d'étoiles active également en dehors de l'amas d'étoiles central. Plusieurs objets Herbig-Haro sont également signalés, à la fois à l'intérieur et dans les régions environnantes de NGC 7129.

### Régions mineures et globules individuels
NGC 7023 est une nébuleuse par réflexion illuminée par la jeune étoile massive HD 200775 et un groupe d'étoiles plus faibles. Elle a été découverte par William Herschel en 1794. Au centre de la nébuleuse se trouve un petit amas ouvert d'étoiles présentant des raies d'émission Hα variables, plus quatre étoiles T Tauri. Selon certaines études, l'étoile variable PV Cephei, située à environ 10 parsecs à l'ouest du nuage, aurait été expulsée du nuage lui-même il y a environ 100 000 ans.
LDN 1082 est un nuage filamentaire, visible près de NGC 7023, catalogué pour la première fois par Edward Emerson Barnard sous le nom de B 150. À l'intérieur, on trouve quatre sources de rayonnement infrarouge. Les estimations de sa distance ne sont pas disponibles, sauf sous forme de spéculation. Selon certains, LDN 1082 serait proche de NGC 7023 non seulement apparemment dans le ciel, mais aussi physiquement, indiquant ainsi une valeur de distance égale à 440 parsecs. À cette distance, la séparation de 10° entre elle et NGC 7023 serait d'environ 70 parsecs. Selon d'autres estimations, LDN 1082 serait plus proche, à seulement 150 parsecs.

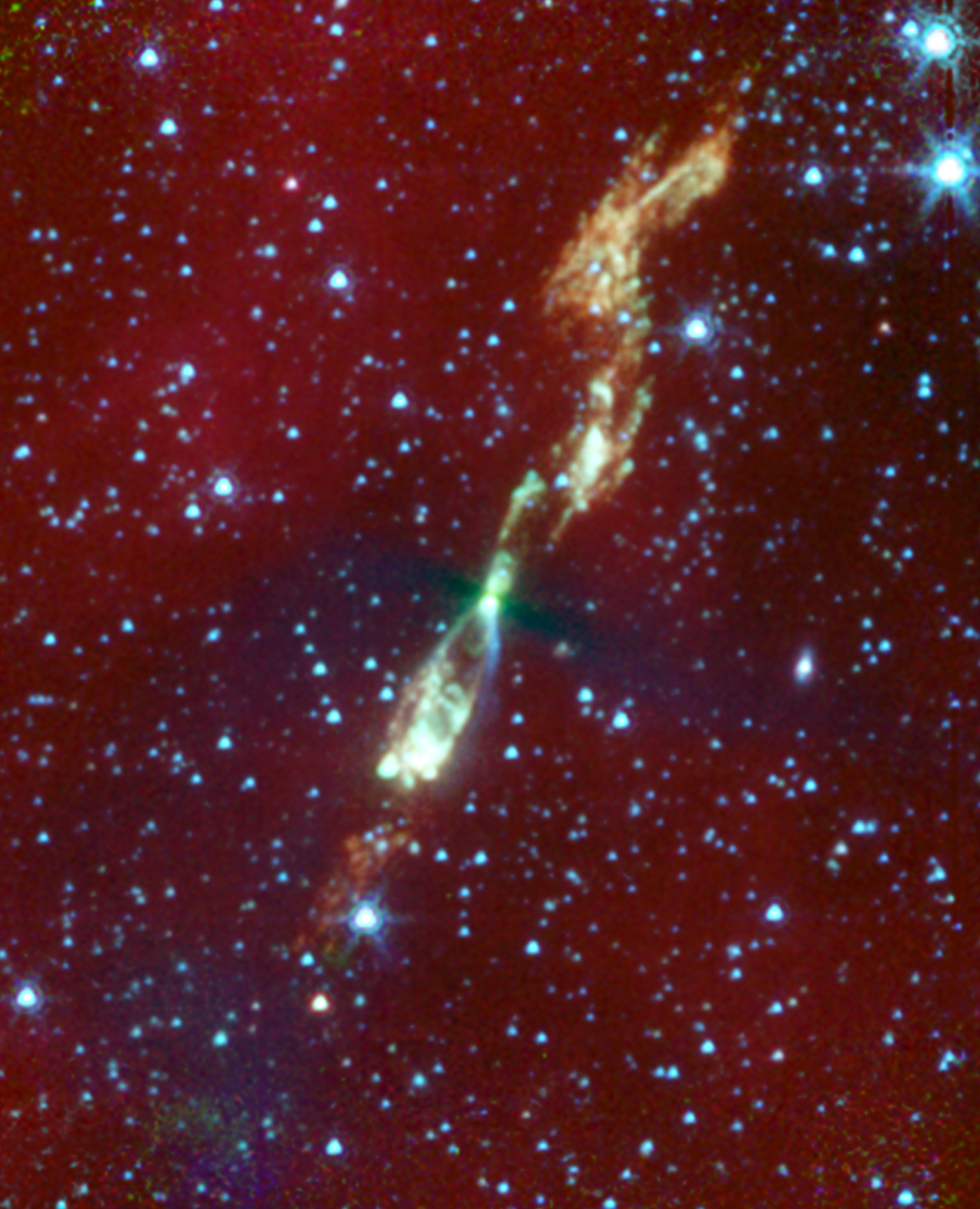
LDN 1157, un jeune objet stellaire probablement similaire en apparence au Soleil lors de sa formation, photographié par le télescope spatial Spitzer.

LDN 1228 est un petit nuage s'étendant sur environ 3° dans une direction nord-sud. Sa distance serait de 180 parsecs et il diffère du reste du complexe dans sa dynamique, suggérant qu'il est situé dans la partie la plus proche de nous de la superbulle de l'éruption de Céphée. Plusieurs étoiles Hα et objets Herbig-Haro ont été découverts à l'intérieur,. LDN 1228 contient trois zones de formation d'étoiles : la plus septentrionale est constituée d'un amas d'étoiles entouré de nébulosité et associé à une source de rayonnement infrarouge. L'objet central contient deux objets Herbig-Haro, HH 199 et HH 200. L'objet le plus au sud contient un petit amas d'étoiles de faible masse de pré-séquence principale, avec neuf sources infrarouges associées visibles sur les images prises avec le télescope spatial Spitzer.
LDN 1157 est un objet Herbig-Haro constitué d'un jet de matière particulièrement puissant. Il a été étudié sur plusieurs lignes d'émission, telles que CO, SiO, H, CH3OH et a été indiqué comme le prototype de jets chimiquement actifs. Des modèles d'ondes de choc de gaz ont été utilisés pour étudier comment la structure observable s'est formée, tandis que les observations de la ligne d'émission de méthanol suggèrent la présence d'une couche de gaz chauffée dans le disque d'accrétion. On pense que la protoétoile a quelques milliers d'années et, selon les scientifiques de la NASA, ressemble à ce à quoi notre système solaire devait ressembler il y a des milliards d'années, lors de la formation de notre Soleil.
LDN 1219 (B 175) est une petite nébuleuse dont la forme rappelle vaguement celle d'une comète, située à l'extrémité sud du complexe de Céphée. Elle reflète la lumière de l'étoile bleue BD +69° 1231 et est associée à la nébuleuse par réflexion Ced 201. Une étude spectroscopique a révélé quelques caractéristiques intéressantes, telles que la présence de l'objet Herbig-Haro HH 450 et de certaines structures filamentaires d'environ 1 parsec qui ressemblent à une forme circulaire, c'est-à-dire un reste de supernova, qui, étant à une distance d'environ 400 parsecs, est également l'un des restes connus les plus proches de nous. On suppose que la formation d'étoiles dans cette nébuleuse pourrait avoir été déclenchée par la région de photolyse associée à Ced 201.
LDN 1121 est une petite nébuleuse obscure isolée située dans la partie sud du complexe de Céphée. Sa distance n'est pas connue avec certitude, mais les spéculations s'accordent pour indiquer une valeur d'environ 200 parsecs. Il contient en son sein une structure de jet bipolaire provenant d'une source de rayonnement infrarouge et d'un petit objet compact Herbig-Haro, HH 363, ainsi que trois autres sources infrarouges.
LDN 1251 est un nuage allongé est-ouest situé sur le bord est du complexe. Sa forme de comète suggère qu'elle interagit avec la grande superbulle provoquée par l'explosion de supernova. Sa distance par rapport à nous a été déterminée de diverses manières et le nuage a été cartographié sur plusieurs lignes d'émission, telles que 13CO, SiO, NH3, HCN et autres. En étudiant la population de jeunes objets stellaires, certains auteurs ont trouvé une douzaine d'étoiles Hα et une source de rayonnement infrarouge, d'où émerge un jet optique, classé HH 149. Il existe également deux sources d’ondes radio thermiques.

## Associations OB
Une association OB est une association stellaire récemment formée qui contient des dizaines d'étoiles massives de classe spectrale O et B, c'est-à-dire bleues et très chaudes. Ils se forment ensemble dans des nuages moléculaires géants, dont le gaz résiduel, une fois les étoiles formées, est balayé par le fort vent stellaire. En quelques millions d'années, la plupart des étoiles les plus brillantes de l'association explosent en supernovae, tandis que les étoiles plus petites survivent beaucoup plus longtemps, ayant une masse plus faible. On pense que la plupart des étoiles de notre galaxie appartenaient à l’origine à des associations OB. Paradoxalement, les associations OB d'autres galaxies peuvent être plus facilement reconnues que les nôtres, en raison de la présence de nuages sombres qui masquent la plupart des objets de la Voie lactée.
Les associations OB du complexe de Céphée sont principalement responsables de l'excitation des gaz et de la poussière, qui deviennent lumineux et peuvent également être observés optiquement.

### Cepheus OB2
Cepheus OB2 est la plus orientale et la plus méridionale des différentes associations Cepheus. Elle a été découverte en 1968 et est situé à une courte distance, à la fois en perspective et en termes réels, du grand complexe nébuleux obscur qui forme le Rift du Cygne et est presque en contact avec l'association Cygnus OB7. La distance qui nous sépare est estimée à environ 800 parsecs, comparable aux nuages du Rift, avec lesquels elle partage également la même vitesse radiale. On connaît 75 étoiles membres très brillantes, dont la géante bleue fugitive λ Cephei.
On pense que Cepheus OB2 est divisé en deux sous-groupes d'âges différents : le plus jeune, catalogué comme Cepheus OB2b, coïncide avec l'amas ouvert Tr 37, l'un des plus jeunes amas connus, avec un âge estimé à 3,7 millions d'années. Dans les années 1970, il a été suggéré que l'étoile brillante μ Cephei était un membre de Tr 37, tandis que l'étoile principalement responsable de l'excitation de la grande nébuleuse qui semble associée à l'amas, IC 1396, appartient à cette association. Le deuxième sous-groupe, Cepheus OB2a, contient un grand nombre d'étoiles massives évoluées qui se sont répandues sur une vaste zone entre les latitudes galactiques 100°–106° et les longitudes +2°–+8°. Son âge est estimé à 8 millions d'années et il contient l'amas NGC 7160. Cepheus OB2a est entouré d'une structure nébuleuse en forme d'anneau, la bulle de Cepheus pouvant être le vestige d'une ancienne explosion de supernova. Cette explosion pourrait avoir été la cause du début des processus de formation d'étoiles qui ont conduit à la naissance de l'association, comme semble le démontrer la présence de certaines régions HII et de sources de rayonnement infrarouge qui semblent contenir de jeunes étoiles en formation.
Des études sur la métallicité des étoiles de l’association indiquent qu’elles sont pauvres en métaux. Les étoiles de faible et moyenne masse appartiennent à différentes populations stellaires et sont nées à des moments différents et dans divers sous-groupes au cours de l'évolution de l'association. Des groupes d'étoiles contemporaines de faible masse se trouveraient dans les deux sous-associations de Cepheus OB2.

### Cepheus OB3

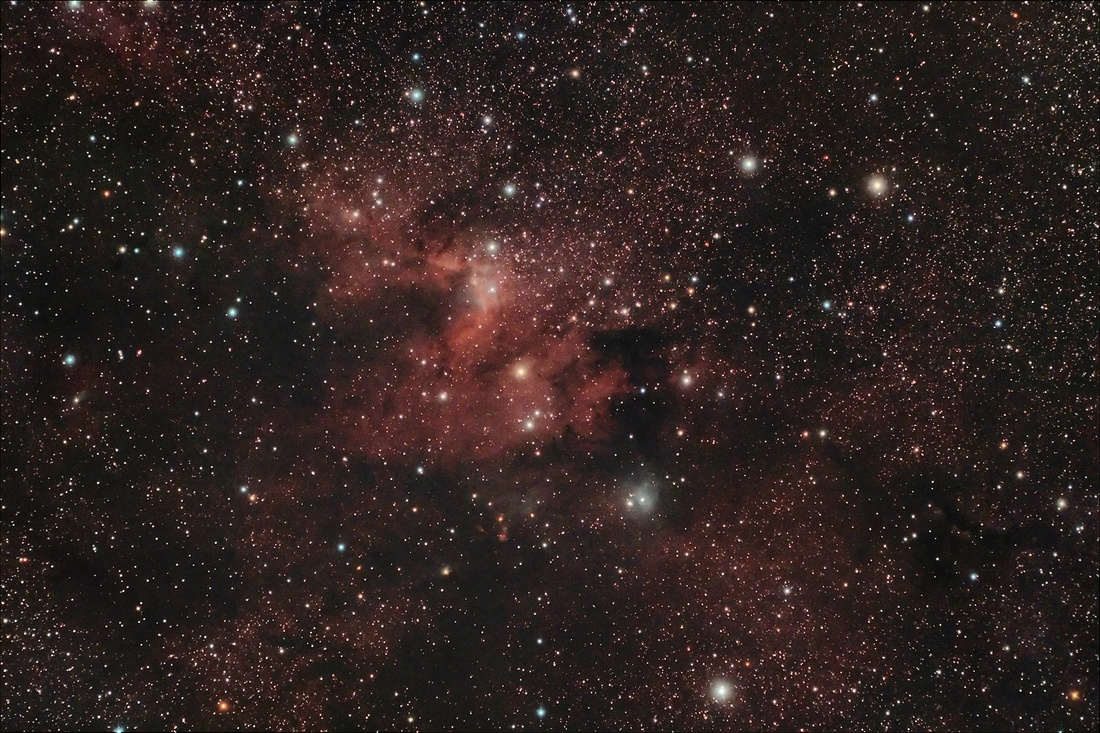
Sh2-155, la région HII interagissant avec Cepheus OB3.

Cepheus OB3 semble être de taille apparemment plus petite que son prédécesseur, bien que sa distance, estimée à 725 parsecs, soit comparable à celle du précédent. À l'intérieur, il y a environ quarante étoiles jeunes et brillantes. Des études photométriques menées dans les années 1990 ont redéfini cette liste de composants, en l’étendant aux étoiles les plus faibles.
Comme la précédente, cette association montre également des preuves d'une subdivision de ses étoiles membres en deux sous-groupes, catalogués comme Cepheus OB3a et Cepheus OB3b, dont la caractéristique discriminante est leur âge : Cepheus OB3a serait en fait la plus jeune, avec un âge initialement estimé à 4 millions d'années, tandis que la seconde aurait 8 millions d'années. Avec le perfectionnement des techniques de détection, un âge de 5,5 millions d'années a été indiqué plus tard pour la première et de 7,5 millions d'années pour la seconde. Les étoiles les plus brillantes du sous-groupe Cepheus OB3b excitent les gaz d'une nébuleuse proche, la région HII Sh2-155 (la célèbre nébuleuse de la Grotte). Selon une étude réalisée à partir des données du satellite Hipparcos, des doutes ont été émis quant au fait que l'étoile fugitive λ Cephei mentionnée ci-dessus puisse provenir de cette association, et non de la précédente.
En cartographiant la zone d'association 12CO, un complexe de nébuleuses moléculaires de dimensions 20 × 60 parsecs a été identifié depuis les années 70, dans lequel on peut distinguer quelques zones plus denses, cataloguées de Cepheus A à Cepheus F. Dans certaines d'entre elles, en particulier dans la première, la formation d'étoiles serait très active, causée par l'interaction du nuage lui-même avec la région HII en expansion Sh2-155. Cepheus OB3 peut donc être considéré comme un exemple de phénomène de formation d'étoiles séquentielle.
Cepheus A est l'une des régions nébuleuses les plus étudiées du ciel : c'est une région de formation d'étoiles massives et extrêmement active, au sein de laquelle sont connues plusieurs sources thermiques et non thermiques, quelques petites régions HII et de fortes émissions de rayonnement infrarouge, le tout dans une zone du ciel inférieure à une minute d'arc.

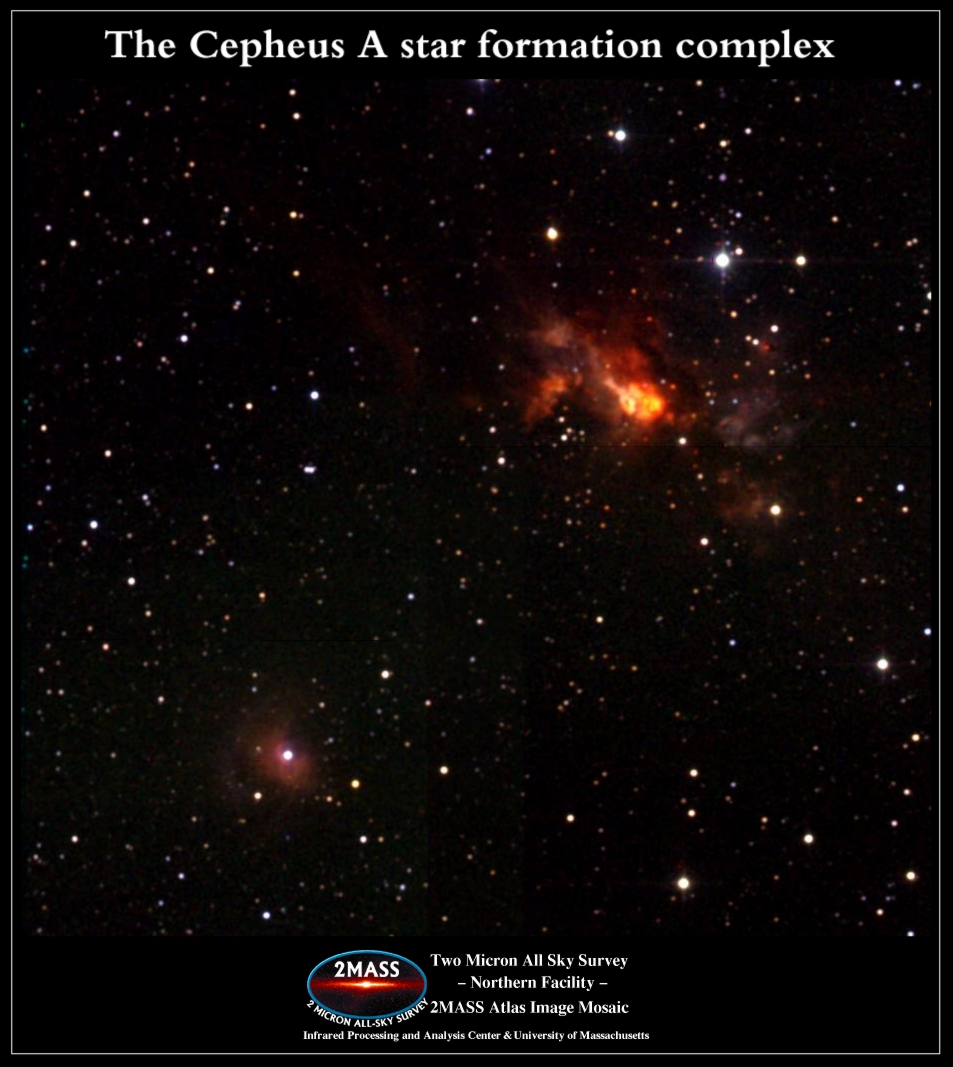
Cepheus A, l'une des régions de formation d'étoiles les plus compactes connues.

Plus de cinquante sources de rayons X sont connues dans l'association Cepheus OB3, dont beaucoup ont été détectées par ROSAT. On soupçonne que la plupart d'entre elles proviennent d'étoiles T Tauri situées dans les régions entourant le nuage moléculaire (mais pas à l'intérieur de celui-ci). Toujours en utilisant les rayons X, l'observatoire de rayons X Chandra a découvert, dans les années 2000, deux amas ouverts très riches composés de 321 étoiles pré-séquence principale. L'un d'entre eux s'étend au-delà du nuage moléculaire et fait partie de l'association Cepheus OB3b. Ces observations suggèrent que la fonction de luminosité des rayons X de cette association diffère de celle obtenue avec d'autres amas similaires, comme celui de la nébuleuse d'Orion : en fait, dans Cepheus OB3b, il y a plus d'étoiles avec des masses inférieures à 0,3 M☉.

### Cepheus OB4

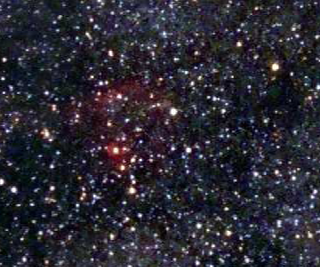
La zone de l'association Cepheus OB4, avec la nébuleuse NGC 7822.

Cepheus OB4 a été découvert en 1959, avec l'identification de 16 jeunes étoiles chaudes dans une petite région du ciel aux coordonnées galactiques l = 118°; b = +4°, incluant l'amas ouvert Berkeley 59. Elle semble connectée à une nébuleuse obscure très dense et irrégulière contenant plusieurs régions d'émission, dont la région dense HII Sh2-171 (Ced 214 ou W1) au centre et NGC 7822 au nord. L'association serait composée de 42 géantes bleues, situées à une distance de 845 parsecs de nous. Il existe également une corrélation entre la luminosité et le rougissement de ces composantes : en effet, les étoiles de classe spectrale O et B se trouvent uniquement dans les régions internes du nuage, tandis que les composantes de classe B tendant davantage vers le blanc sont placées à l'extérieur de celui-ci, principalement en raison de l'incomplétude des relevés. On estime que l’âge des étoiles de l’association se situe entre 0,6 et 6 millions d’années.
Comme les deux autres associations, Cepheus OB4 se compose également de deux zones aux propriétés dynamiques et évolutives différentes : la plus ancienne et la plus dispersée d'entre elles s'étend sur une zone de 15 minutes d'arc (environ 4 parsecs) de diamètre et est située sur le bord sud d'une structure nébuleuse circulaire appelée « boucle de Céphée » (Cepheus Loop). Grâce au mouvement propre de ses composants, son point de formation possible a été identifié, situé près du centre de ce qui est aujourd'hui la boucle de Céphée. La boucle de Céphée aurait ainsi pris naissance à partir du vent stellaire des étoiles de l’association et se serait ensuite étendue pour atteindre d’autres nuages moléculaires. Le résultat de ces collisions formera plus tard l'amas ouvert Berkeley 59.
En étudiant la morphologie et la dynamique des régions HII associées à Cepheus OB4 à différentes raies d'émission, l'existence de deux structures en coquille en expansion a été découverte : l'une d'elles, d'un rayon de 0,7°, contient les nébuleuses NGC 7822 et Sh2-171, ainsi que la plupart des étoiles de l'association, dont le vent stellaire favorise son expansion. L'autre structure, d'un rayon de 1,5°, est centrée sur la deuxième nébuleuse et pourrait être le résultat d'une explosion de supernova ou de l'action du vent stellaire d'étoiles plus massives. En étudiant la distribution spatiale et les propriétés dynamiques du milieu interstellaire dans la région, une autre structure de bulle a été découverte, dont le centre se situe aux coordonnées galactiques l = 122°; b = +10°. Étant donné une distance de 800 parsecs, il a été calculé que le rayon de la bulle devrait être d'environ 100 parsecs, une vitesse d'expansion de 0,4 km/s et une masse d'hydrogène neutre égale à 99 000 M☉. Dans les nuages sombres présents dans cette région, plusieurs sources avec des lignes d'émission Hα ont été identifiées, dont certaines sont considérées comme des étoiles T Tauri.

### Cepheus OB6
L'association Cepheus OB6 est visible dans la direction des coordonnées galactiques l = 104°, b = -0,5°, superposée à l'association Cepheus OB2. Elle a été découverte en 1999, identifiant un groupe de 27 étoiles signalées dans le catalogue Hipparcos, parmi lesquelles se distingue la célèbre supergéante δ Cephei, prototype des variables Céphéides. Ces composants présentent une faible concentration et, contrairement aux autres associations de Céphée, se distinguent par une gamme plus large de classes spectrales : les plus grands composants sont en effet 6 de classe B, 7 de classe A, 1 de classe F, 2 de classe G et 3 de classe K. Il s'agit donc d'un groupe d'étoiles plus ancien, c'est-à-dire d'une ancienne association OB dans sa phase évoluée : l'étoile la plus bleue est de classe B5III, ce qui indique un âge d'environ 50 millions d'années. La distance de cette association est estimée à 270 ± 12 parsecs. Aucun sous-groupe de cette association n’a été découvert.
Dans une étude des orbites galactiques d'étoiles proches, l'hypothèse a été avancée que certains membres de l'association AB Doradus ont interagi avec Cepheus OB6 il y a environ 38 millions d'années. Cette rencontre rapprochée aurait déclenché la formation des étoiles de l'association AB Doradus, dont les étoiles sont également contemporaines de celles de l'association Céphée.

### Textes généraux
- (en) Stephen James O'Meara, Deep Sky Companions: Hidden Treasures, Cambridge University Press, 2007 (ISBN 0-521-83704-9)
- (en) Robert Burnham, Jr, Burnham's Celestial Handbook: Volume Two, New York, Dover Publications, Inc., 1978
- (en) Chaisson, McMillan, Astronomy Today, Englewood Cliffs, Prentice-Hall, Inc., 1993 (ISBN 0-13-240085-5)
- (en) Thomas T. Arny, Explorations: An Introduction to Astronomy, Boston, McGraw-Hill, 2007, 3e éd. (ISBN 0-07-321369-1, lire en ligne)
- (it) AA. VV, L'Universo - Grande enciclopedia dell'astronomia, Novara, De Agostini, 2002
- (it) J. Gribbin, Enciclopedia di astronomia e cosmologia, Milano, Garzanti, 2005 (ISBN 88-11-50517-8, lire en ligne)
- (it) W. Owen, Atlante illustrato dell'Universo, Milano, Il Viaggiatore, 2006 (ISBN 88-365-3679-4)
- (it) J. Lindstrom, Stelle, galassie e misteri cosmici, Trieste, Editoriale Scienza, 2006 (ISBN 88-7307-326-3)

### Textes spécifiques

#### Sur l'évolution stellaire
- (en) C. J. Lada, N. D. Kylafits, The Origin of Stars and Planetary Systems, Kluwer Academic Publishers, 1999 (ISBN 0-7923-5909-7)
- (it) A. De Blasi, Le stelle: nascita, evoluzione e morte, Bologna, CLUEB, 2002 (ISBN 88-491-1832-5)
- (it) C. Abbondi, Universo in evoluzione dalla nascita alla morte delle stelle, Sandit, 2007 (ISBN 88-89150-32-7)
- (it) M. Hack, Dove nascono le stelle. Dalla vita ai quark: un viaggio a ritroso alle origini dell'Universo, Milano, Sperling & Kupfer, 2004 (ISBN 88-8274-912-6)

#### Sur le complexe de Céphée
- (en) Kun, M.; Kiss, Z. T.; Balog, Z., Star Forming Regions in Cepheus, Handbook of Star Forming Regions, Volume I: The Northern Sky ASP Monograph Publications, Bo Reipurth, 2008 (ISBN 978-1-58381-670-7, lire en ligne)
- (fr + en) « Lynds Dark Nebula 1251 », sur Astronomy Picture of the Day, NASA, 10 juillet 2025 (consulté le 10 juillet 2025) traduction/adaptation française)

### Cartes célestes
- (en) Toshimi Taki, Taki's 8.5 Magnitude Star Atlas, 2005 (lire en ligne)
- (en) Tirion, Rappaport, Lovi, Uranometria 2000.0 - Volume I - The Northern Hemisphere to -6°, Richmond, Virginie, USA, Willmann-Bell, inc, 1987 (ISBN 0-943396-14-X)
- (en) Tirion, Sinnott, Sky Atlas 2000.0 - Second Edition, Cambridge, USA, Cambridge University Press, 1998 (ISBN 0-933346-90-5)
- (en) Tirion, The Cambridge Star Atlas 2000.0, Cambridge, USA, Cambridge University Press, 2001, 3e éd. (ISBN 0-521-80084-6, lire en ligne)

### Thèmes généraux
- Céphée (constellation)
- Cassiopée (constellation)
- Nébuleuse

### Thème spécifiques
- Bras d'Orion
- Nuage d'Orion
- IC 1396

### Phénomènes liés
- Association OB
- Naissance des étoiles
- Nuage moléculaire géant
- Région HI
- Région HII
- Superbulle